# Basic English
Basic English (z ang. „podstawowa angielszczyzna”, także skrótowiec od inicjałów angielskich wyrazów: British = „brytyjski”, American = „amerykański”, scientific = „naukowy”, international = „międzynarodowy” i commercial = „handlowy”) – forma języka angielskiego obejmująca 850 podstawowych wyrazów o nieskomplikowanej budowie gramatycznej. Została stworzona w 1930 r. przez C.K. Ogdena.
Angielszczyzna podstawowa funkcjonuje współcześnie jako pomocniczy język międzynarodowy.